# Thun Tigers 2024
Questa voce raccoglie le informazioni riguardanti i Thun Tigers nelle competizioni ufficiali della stagione 2024.

## Lega Nazionale A 2024

### Stagione regolare
| Winterthur 30 marzo 2024, ore 18:00 2ª giornata | Winterthur Warriors | 21 – 33 referto | Thun Tigers | Sportplatz Deutweg\| Arbitro: \| Vogel \| |
| Arbitro:                                        | Vogel               |                 |             |                                           |

| Thun 6 aprile 2024, ore 18:00 3ª giornata | Thun Tigers | 10 – 14 referto | Sankt Gallen Bears | Stadion Lachen\| Arbitro: \| Strähl \| |
| Arbitro:                                  | Strähl      |                 |                    |                                        |

| Coira 13 aprile 2024, ore 18:00 4ª giornata | Calanda Broncos | 33 – 13 referto | Thun Tigers | Obere Au\| Arbitro: \| Urben \| |
| Arbitro:                                    | Urben           |                 |             |                                 |

| Basilea 20 aprile 2024, ore 18:00 5ª giornata | Gladiators Beider Basel | 54 – 20 referto | Thun Tigers | Stadion Rankhof\| Arbitro: \| Fouillet \| |
| Arbitro:                                      | Fouillet                |                 |             |                                           |

| Thun 20 maggio 2024, ore 14:30 9ª giornata | Thun Tigers | 7 – 20 referto | Geneva Seahawks | Stadion Lachen\| Arbitro: \| Schwarz \| |
| Arbitro:                                   | Schwarz     |                |                 |                                         |

| Thun 25 maggio 2024, ore 18:00 10ª giornata | Thun Tigers | 35 – 50 referto | Gladiators Beider Basel | Stadion Lachen\| Arbitro: \| Schwarz \| |
| Arbitro:                                    | Schwarz     |                 |                         |                                         |

| Ginevra 1º giugno 2024, ore 18:00 11ª giornata | Geneva Seahawks | 47 – 9 referto | Thun Tigers | Centre Sportif de Vessy\| Arbitro: \| Ducommun \| |
| Arbitro:                                       | Ducommun        |                |             |                                                   |

| Thun 8 giugno 2024, ore 18:00 12ª giornata | Thun Tigers | 35 – 29 referto | Bern Grizzlies | Stadion Lachen\| Arbitro: \| Schwarz \| |
| Arbitro:                                   | Schwarz     |                 |                |                                         |

| Thun 15 giugno 2024, ore 18:00 13ª giornata | Thun Tigers | 36 – 57 referto | Zürich Renegades | Stadion Lachen\| Arbitro: \| Böni \| |
| Arbitro:                                    | Böni        |                 |                  |                                      |

| Berna 30 giugno 2024, ore 18:00 Recupero 14ª giornata | Bern Grizzlies | 14 – 10 referto | Thun Tigers | Stadio di atletica leggera Wankdorf\| Arbitro: \| Böni \| |
| Arbitro:                                              | Böni           |                 |             |                                                           |

## Statistiche di squadra
| Competizione      | %Vittorie | In casa | In casa | In casa | In casa | In casa | In casa | In trasferta | In trasferta | In trasferta | In trasferta | In trasferta | In trasferta | Totale | Totale | Totale | Totale | Totale | Totale |
| Competizione      | %Vittorie | G       | V       | N       | P       | Pf      | Ps      | G            | V            | N            | P            | Pf           | Ps           | G      | V      | N      | P      | Pf     | Ps     |
| ----------------- | --------- | ------- | ------- | ------- | ------- | ------- | ------- | ------------ | ------------ | ------------ | ------------ | ------------ | ------------ | ------ | ------ | ------ | ------ | ------ | ------ |
| Stagione regolare | .200      | 5       | 1       | 0       | 4       | 123     | 170     | 5            | 1            | 0            | 4            | 85           | 169          | 10     | 2      | 0      | 8      | 208    | 339    |
| Totale            | .200      | 5       | 1       | 0       | 4       | 123     | 170     | 5            | 1            | 0            | 4            | 85           | 169          | 10     | 2      | 0      | 8      | 208    | 339    |